# Antalfi Anett
Antalfi Anett (Szentes, 1996. július 1. –) magyar színésznő.

## Életpályája
2015-ben érettségizett a Horváth Mihály Gimnáziumban. 2015-ben felvételt nyert a Gór Nagy Mária Színitanodába. Iskolás évei alatt a Turay Ida Színházban játszott, majd 2018-ban Pápán töltött egy évet bábszínészként. 2019-től a Jóban Rosszban című magyar televíziós sorozat végeztéig dr. Márton Luca rezidens karakterét személyesítette meg.

## Televíziós és színházi szerepei
- A férfiak a fejükre estek (2017)
- Kávéház a vén Fiákerhez (2018) [1]
- Francia szobalány (2018)
- Csillagszemű juhász (2019) [2]
- Jóban Rosszban (2019-2022) [3]